# Macrochaetus altamirai
Macrochaetus altamirai är en hjuldjursart som först beskrevs av Arévalo 1918.  Macrochaetus altamirai ingår i släktet Macrochaetus och familjen Trichotriidae. Inga underarter finns listade i Catalogue of Life.